# Edmond Van Moer
Edmond Van Moer (21 juli 1875) was een Belgisch boogschutter. 

## Levensloop
Hij verzamelde drie olympische medailles op de Olympische Spelen van 1920 in Antwerpen. Hij behaalde individueel goud in het onderdeel 'vast vogeldoel, kleine vogel' (score van 11). 
Daarnaast behaalde hij er met het Belgisch team goud in de onderdelen 'vast vogeldoel, grote vogel' (score van 31) en 'kleine vogel' (score van 25). Naast Van Moer bestond het team uit Firmin Flamand, Louis Van de Perck, Joseph Hermans, Edmond Cloetens en Auguste Van De Verre.